# 沃希托河
沃希托河（英語：Ouachita River）是一條長約605英里（974）的河流，流經阿肯色州及路易斯安娜州。沃希托河與滕薩斯河合流後，會在路易斯安那州的瓊斯維爾形成另一條河流——黑河。若以幹流的長度排序，沃希托河在美國最長河流的排名內位居第25位。

## 歷史
沃希托河是以沃希托族的名字來命名的。沃希托族是其中一個沿河居住的印第安部落，其他包括喀多族、奧塞奇族、滕薩族、奇克索人及喬克托族。美國歷史學家妙麗葉兒·H·萊特指，沃希托（Ouachita owa chito）一詞是喬克托語，意為「大獵殺」或「良好的狩獵場」。
有關沃希托河的歷史，最早可追溯至由埃爾南多·德·索托所率領的遠征隊。埃爾南多·德·索托因發現密西西比河而聞名，而根據記載，他曾走畢整條沃希托河（由阿肯色州的溫泉城開始，至路易斯安那州的瓊斯維爾結束）。在遠征期間，索托與遠征隊亦不時與許多居住在沃希托河沿岸的美國原住民部落發生戰鬥，而理由是他們阻止遠征隊經過部落的領土。
在1700年代後期，沃希托河地區分別由西班牙人和法國人控制，而該河流則成為了早期殖民者和一些土地投機者的一條通道。後來，其中一名自稱巴斯特羅普男爵（Baron de Bastrop）的投機者把土地轉讓了給另一位投機者——前美國副總統阿龍·伯爾。伯爾預見當美國向法國購買法屬路易斯安那後，西班牙便會向美國發動戰爭，因此他認為這塊地的獲利潛力巨大，並計劃在那裡建立一個殖民地。但是，在伯爾的武裝殖民者到達沃希托河之前，伯爾及其許多同夥便因犯下叛國罪而被捕。
1803年，美國向法國購買法屬路易斯安那，而這包含了沃希托谷地內的全部土地。當時的美國總統湯瑪斯·傑佛遜發起了數次遠征，其中包括負責探索密蘇里河及其主要支流的「路易斯與克拉克遠征」，以及負責探索沃希托河的「亨特-鄧巴遠征」（Dunbar-Hunter Expedition）。這次遠征由科學家喬治·亨特（George Hunter）及發明家威廉·鄧巴帶領，遠征由1804年10月開始，至1805年1月結束。而在這次遠征內，遠征隊員們在極其困難和危險的條件下乘船進行探險，最終繪製了整條沃希托河的地圖（由阿肯色州的溫泉城開始，至路易斯安那州的瓊斯維爾結束，約500多英里），並帶回了大量科學信息、地質調查及動植物記錄等資料。
1819年，第一艘蒸汽船駛入沃希托河並往路易斯安那北部前進，期間蒸汽船發出了奇怪的聲音，因而被形容為「一隻會噴氣的怪物」。自此，蒸汽船便在沃希托河的歷史內扮演著不可或缺的角色。由於美國的蒸汽船網絡變得發達，加上沃希托谷地的土壤肥沃及可達度高，使其在1830年代吸引了不少來自紐約和東南部城市的土地投機者。從1819年到1910年，沃希托河是整個河谷商業和運輸的重要管道。當時，來自新奧爾良蒸汽船可以直達沃希托河，在水位高的時候甚至能到達康登和阿卡德爾菲亞。但是，隨著鐵路的興起，蒸汽船在1900年代初開始在沃希托河消失。
1830年，《印第安人遷移法案》通過後，美國政府開始推行印第安人遷移行動，而這種強制性人口遷移其後被稱為「眼淚之路」。沃希托河是一條鮮為人知的路線，曾被美國政府用來將數百名印第安人以船運送至康登。
1861至1865年，南北戰爭發生，期間美利堅聯盟國曾利用沃希托河來運送士兵至不同的集結待命地區。聯盟軍在沃希托河河岸建造了砲台以阻擋聯邦軍入侵，而聯邦軍亦把沃希托河視作其中一條入侵路線。1863年5月，聯邦軍指揮官S·E·武德沃斯（S. E. Woodworth）接到上級的命令，要求他捕獲聯盟軍軍艦韋伯號及西方女王號。其後，聯邦軍其中一名海軍軍官在休戰旗下要求聯盟駐軍投降，但被指揮官喬治·W·洛根（George W. Logan）中校拒絕。一小時後，雙方爆發戰鬥，聯盟軍在位於哈里森附近的博雷加德堡壘內發射大砲，完全阻擋了聯邦軍的前進，最終使其任務失敗。1863年9月1日，聯邦軍准將馬爾切拉斯·M·克羅克爾率領威斯康辛州第17志願步兵團，往沃希托河的下游——黑河移動。當晚克羅克爾及其部隊與聯盟軍發生戰鬥，俘虜並摧毀了其軍艦里納爾多號（CSS Rinaldo）。克羅克爾其後與駐紮在黑河上的數支部隊作戰，並向博雷加德堡壘進發。

## 流向
沃希托河發源於阿肯色州明娜市附近的沃希托山嶺。河水會往東方流經布萊克利山水壩（Blakely Mountain Dam）上的沃希托湖，而沃希托河的北汊及南汊亦會流入沃希托湖並與幹流匯合。河水其後會往南方，先後流經漢密爾頓湖（Lake Hamilton）、凱瑟琳湖（Lake Catherine）及馬耳威恩等地。然後，河水會向南蜿蜒而下，分別在阿卡德爾菲亞及康登與卡多河及小密蘇里河匯合。河水繼續往南流，先後與斯馬科弗溪（Smackover Creek）及薩林河（Saline River）匯合，並流入位於路易斯安那州州界以北、由「沃希托河—黑河航行項目」所建造的水庫傑克·李湖（Lake Jack Lee）。傑克·李湖鄰近兩個國家野生動物保護區，分別是位於阿肯色州的費爾森塔爾國家野生動物保護區及位於路易斯安那州北部的上沃希托國家野生動物保護區。河水其後會繼續往南和東南進入路易斯安那州，流經斯特林頓、門羅、西門羅、哥倫比亞及哈里森等地，並先後與巴塞洛繆河、盧特河（Bayou de Loutre）、阿爾博訥河（Bayou d'Arbonne）、貝夫河（Boeuf River）及滕薩斯河匯合。

### 黑河
在瓊斯維爾，沃希托河會與滕薩斯河合流，並形成另一條河流——黑河。黑河其後會在瓊斯維爾以南約41英里（66）處與紅河合流，並能透過老河控制結構（一套防洪水閘系統）流入阿查法拉亞河及密西西比河

## 自然生態
沃希托河內的魚類種類很多，包括黑鱸魚、白鱸魚、鯛魚、淡水石首魚、雀鱔等。因此，沃希托河是釣魚人士的熱門之選。但由於水體遭到汞污染，阿肯色州漁獵委員會（Arkansas Game and Fish Commission）指釣魚人士不應食用大口黑鱸、鏟鮰、狗魚、雀鱔及弓鰭魚，而其他魚類則可食用。

## 沃希托河—黑河航行項目
1902年，美國政府啟動了「沃希托河—黑河航行項目」（Ouachita-Black Rivers Navigation Project），創建了一段長約337英里（542）、從阿肯色州康登到路易斯安那州瓊斯維爾的通航水道。項目在1924年竣工，初期水道設有六個船閘及水壩，但後來因設備老化，現時水道上只剩下四個船閘及水壩，以及3至5個弧型閘門。船閘及水壩均設有升降設備，並提供了至少9英尺（2.7）深和100英尺（30）寬的通航水道。包括黑河在內，整段通航水道的總長度為351英里（565）。此外，項目內的船閘及水壩等設施亦增強了河流的區域供水及娛樂用途。
「沃希托河—黑河航行項目」由位於路易斯安那州門羅的美國陸軍工兵部隊駐路易斯安那州辦事處負責管理，此外它還負責管理項目附近的自然資源、在河道上舉辦的娛樂活動及河道防洪工作。

## 文獻引用
- Benke, Arthur C.; Cushing, Colbert E. . Burlington, MA: Elsevier Academic Press. 2005. ISBN 978-0-12-088253-3 （英语）.
- Bouziden, Deborah.  8th. Guilford, CT: Globe Pequot Press. 2015. ISBN 978-1-4930-1278-7 （英语）.
- McFarland, Philip James. . New York, NY: Atheneum. 1979. ISBN 978-0-689-11003-0 （英语）.
- Nestor, Sandy. . Jefferson, NC: McFarland & Company. 2003. ISBN 978-0-7864-7167-6 （英语）.
- Stewart, David O. . New York, NY: Simon and Schuster. 2011. ISBN 978-1-4391-6032-9 （英语）.
- Switzer, Ronald R. . Jefferson, NC: McFarland & Company. 2019. ISBN 978-1-4766-7701-9 （英语）.
- Winters, John D. . Baton Rouge, LA: Louisiana State University Press. 1963. ISBN 978-0-8071-0834-5 （英语）.